# SBS Biz
SBS Biz est une chaîne de télévision d'information sud-coréenne appartenant à SBS.

## Programmes
- Good Morning Economy Wide
- Opening Bell (édition coréenne)
- Market Express
- Mad Money (édition coréenne)
- Power Lunch (édition coréenne)
- Closing Bell (édition coréenne)
- Market&Trend
- Money Q
- Good Evening Economy Wide
- SBS CNBC Life Economy
- Mad money Special